# Alexander Straub
Alexander Straub (né le 14 octobre 1983 à Geislingen an der Steige) est un athlète allemand spécialiste du saut à la perche.

## Carrière
Il se révèle durant la saison 2007 en remportant la finale du saut à la perche des Universiades d'été de 2007 de Bangkok avec un saut à 5,60 m. Auteur de 5,81 m dès l'année suivante, il se classe quatrième de la finale mondiale de l'IAAF de Stuttgart. En début d'année 2009, Alexander Straub remporte la médaille de bronze des Championnats d'Europe en salle de Turin avec 5,76 m, devancé par le Français Renaud Lavillenie et le Russe Pavel Gerasimov. Sélectionné en août pour les Championnats du monde de Berlin, l'Allemand prend la septième place finale avec un saut à 5,65 m.
Le 13 mars 2010, Alexander Straub monte sur la troisième marche du podium des Championnats du monde en salle de Doha derrière son compatriote Malte Mohr.

## Palmarès
| Date | Compétition                    | Lieu    | Résultat | Marque |
| ---- | ------------------------------ | ------- | -------- | ------ |
| 2007 | Universiade                    | Bangkok | 1er      | 5,60 m |
| 2008 | DécaNation                     | Paris   | 1er      | 5,62 m |
| 2009 | Championnats d'Europe en salle | Turin   | 3e       | 5,76 m |
| 2009 | Championnats du monde          | Berlin  | 7e       | 5,65 m |
| 2010 | Championnats du monde en salle | Doha    | 3e       | 5,65 m |